# Monique Canto-Sperber
Monique Canto-Sperber (Alger, 14 de maig de 1954) és una filòsofa francesa.

## Formació i dedicació professional
Va fer els estudis secundaris al Lycée Racine i al Lycée Condorcet de París. Estudià després a l'École Normale Supérieure boulevard Jourdan, on va obtenir primer la llicenciatura, un màster i després un doctorat en filosofia a París I.
Des de 1980, ha treballat com a docent en diferents universitats, entre les quals les de Rouen i Amiens, la de Caen, on dirigí un equip de recerca, i a l'École Normale Supérieure, prestigiós centre d'estudis de filosofia a París. En fou nomenada directora al 2005, renovà el càrrec el 2010 i s'hi mantingué fins a febrer de 2012. Es va fer càrrec aleshores de la presidència de la fundació Paris Sciences et Lettres fins al setembre de 2014.
Ha estat membre del Comité Consutiu nacional d'ètica francès i vicepresidenta d'aquest organisme des de 2005 a 2007. Va formar part de la junta directiva de la Biblioteca Nacionale de France. Des de 2006 produeix l'espai radiofònic «Questions d’éthique» a France Culture. Des de 2007 és membre associada de la promoció de Lletres i Ciències Morals i Polítiques de l'Académie Royale de Belgique.

## Interessos filosòfics
Ha treballat bàsicament en qüestions de bioètica, en el pensament de Plató, de qui ha traduït diàlegs com el Gòrgies, l'Ió, el Menó i l'Eutidem, i sobre la relació entre liberalisme i socialisme.
Al seu Assaig sobre la vida humana, Canto-Sperber ha identificat la seva concepció de la filosofia amb la metàfora de l'ajudant del llaurador de John Locke, que neteja el terreny i treu les males herbes que obstrueixen el camí del coneixement. La seva obra rep també influència de Bernard Williams i de Raymond Aron.

## Ètica grega
En el seu llibre Éthiques grecques, Monique Canto-Sperber va mostrar que la concepció contemporània de la moral grega és una construcció que no correspon a la realitat. L'ètica grega no consisteix a parer seu en una variant de l'eudaimonisme d'Aristòtil, sinó que resulta extremadament diversa.

## Bioètica
Al seu Assaig sobre la vida humana Canto-Sperber ha defensat que la relativitat de l'agent (la manca d'un interés universal), no fa necessàriament subjetiva la raó o la justificació racional. Una raó pot ser relativa a l'agent i alhora objectiva si pot ser compresa i reconeguda a partir d'un punt de vista exterior a ell. Des d'aquesta perspectiva, no hi ha justificació de l'existència que es pugui valorar de forma impersonal, de manera que s'oposa tant al càlcul utilitarista com a les tesis del diàleg de Habermas. En aquest sentit, Canto-Sperber és especialment contrària a les investigacions amb embrions.

## Liberalisme
Monique Canto-Sperber ha treballat sobre la relació entre liberalisme i socialisme democràtic, defensant que el liberalisme només és possible amb un esquema previ d'igual accés a les llibertats, garantit per l'estat. Aquesta insistència en la igualtat com a condició de la llibertat rep una gran influència de Raymond Aron.

## Publicacions
- Les paradoxes de la connaissance. Essais sur le Ménon de Platon, 1991
- La philosophie morale britannique, 1994
- Direcció del Dictionnaire d’éthique et de philosophie morale, 1996. Hi ha ed. espanyola a Fondo de Cultura Económica, Mèxic.
- Direcció de Philosophie grecque, amb J. Barnes, L. Brisson, J. Brunschwig i G. Vlastos, 1997.
- Éthiques grecques, 2001
- L’Inquiétude morale et la Vie humaine, 2001. Hi ha traduució parcial al català amb el títol Assaig sobre la vida humana (Proteus,2010)
- Le Socialisme libéral. Une anthologie (Europe - États-Unis), 2003
- Les Règles de la liberté, 2003)
- Le Bien, la Guerre et la Terreur. Pour une morale internationale,2005
- Faut-il sauver le libéralisme ?, (amb Nicolas Tenzer), 2006
- La Libéralisme et la gauche, 2008
- Que peut l'éthique? Faire face à l'homme qui vient (2008)

## Distincions
Entre altres distincions és Oficial de la Legió d'honor francesa.

## Vida personal
Va estar casada amb l'antropòleg cognitiu Dan Sperber, de qui prengué el nom.